# Fongo-Ndento
Fongo-Ndento (ou Ndento) est un village du Cameroun situé dans l'arrondissement de Fongo-Tongo, le département de la Menoua et la région de l'Ouest.

## Population
Lors du recensement de 2005, Fongo-Ndento comptait 274 habitants.